# Мухаммад-Али Ислами Надушан
Мухаммад-Али Ислами Надушан (перс.  محمدعلی اسلامی ندوشن‎; 25 августа 1924, Недушен, Йезд — 25 апреля 2022, Торонто) — иранский литературный критик, переводчик и поэт.

## Ранние годы
Д-р Надушан начал писать стихи примерно с 12 лет во время его обучения в средней школе Тегерана. В этот период он опубликовал некоторые из своих стихотворений в журнале «Сохан».
Он отправился в Тегеран в 1945 году и поступил в Тегеранский университет права в 1947 году, а три года спустя, завершив перевод «Будущего демократии» Томаса Манна, Надушан получил степень бакалавра.

## Отрочество
В 1951 году он отправился во Францию, чтобы завершить своё образование, и учился в течение 4,5 лет во Франции и Англии. Защитив кандидатскую диссертацию на тему «Индия и Содружество», он получил степень доктора международного права в юридическом факультете университета Сорбонны во Франции.

## Творчество и поздние годы жизни
Доктор Надушан является поэтом и писателем, публиковавшим свои стихи с 1949 года в журнале «Сохан» и нескольких других журналах. Мухаммад-Али Ислами Надушан печатал некоторые из своих произведений под псевдонимом М. Наблюдатель. Основал культурный фонд «Персия Фирдоуси». Публиковал ежеквартальный журнал «Бытие». После выхода на пенсию Доктор Надушан продолжил свою деятельность в фонде «Персия Фирдоуси». За 50 лет он написал более 45 книг и сотни статей по культуре, истории и литературе Ирана.
В 1956 году Мухаммад-Али Ислами Надушан вернулся в Иран и в течение нескольких лет работал в качестве судьи. После ухода из судебной сферы он преподавал юриспруденцию и литературу в некоторых университетах и высших учебных заведениях, включая Национальный университет, Высшую школу литературы, Высшую школу бизнеса и Институт банковского дела. В 1970 году по приглашению Резы Фазлуллы, ректора Тегеранского университета, ему предложили сотрудничать с Университетом Тегерана, и, благодаря публикациям в области литературы, он стал преподавателем факультета литературы этого университета. Доктор Надушан давал цикл лекций на тему литературной критики «Фирдоуси и „Шахнаме“», а также «Шедевры мировой литературы» на факультете литературы. На факультете права он преподавал «Историю цивилизации и культуры Ирана». До 1979 года он, пока по собственному желанию не ушёл на пенсию, читал эти лекции. В последнее время он работал на Литературном факультете Тегеранского университета и в докторантуре в области литературы, вёл курс под названием «Мировые литературные школы».

## Семья
Жена Мухаммада-Али Ислами Надушана, доктор Ширин Баяни, которая является иранским историком, исследователем и писателем, за время их совместной жизни подарила ему двух сыновей.